# Rutger Sernander
Johan Rutger Sernander, född 2 november 1866 i Viby i Närke, död 27 oktober 1944 i Uppsala, var en svensk botaniker, geolog och arkeolog. Tillsammans med Gustaf Lagerheim var han en av grundarna till den pollenanalys som Lennart von Post utvecklade, och en förgrundsgestalt inom svensk naturskyddsrörelse och ekologi. 

## Biografi
Rutger Sernander var son till lanträntmästaren Gustaf Walfrid Sernander, vars förfader var den förste kyrkoherden i Särna efter erövringen 1644, varifrån släktnamnet har sitt ursprung. Modern hette Edla, född Wadsten. Han studerade vid Uppsala universitet, där han blev filosofie kandidat 1889, filosofie licentiat 1893, disputerade 1894 med en avhandling om den gotländska vegetationens historia, och blev 1895 filosofie doktor. Han var docent i växtgeografi 1895–1899 och i botanik 1899–1908. Han var tillförordnad, extra ordinarie professor i växtbiologi 1906–1908, från 1909 ordinarie professor i växtbiologi i Uppsala, vilket han förblev till 1931 (professor emeritus samma år). 
Han var ledamot av Kungliga Vetenskapsakademien (1914), Kungliga Vetenskaps-Societeten i Uppsala (1914), Kungliga Vetenskaps- och Vitterhetssamhället i Göteborg (1917), Kungliga Fysiografiska Sällskapet i Lund (1918), Vetenskapssocieteten i Lund, Det Norske Videnskaps-Akademi. Den 7 april 1936 blev Sernander hedersledamot av Kungliga Vitterhets Historie och Antikvitets Akademien.
Sernander var gift med Signe, född Lindhagen. Deras son Sven Rutgersson Sernander var bibliotekarie vid Riksdagsbiblioteket.

## Gärning
Sernanders mycket breda forskning rörde bland annat skandinavisk växtgeografi och klimatologi efter istiden. Han var också banbrytare inom naturskyddsrörelsen och en av Svenska Naturskyddsföreningens grundare 1909, dess ordförande 1917–30 och är därmed en av den moderna miljörörelsens portalgestalter. 
I unga år blev han inspirerad av Axel Blytts teorier, och lanserade i doktorsavhandlingen det som kallas Blytt-Sernanderska klimatväxlingsschemat. Andra som påverkade hans forskning var Gustaf Lagerheim, Hampus von Post och Ragnar Hult. Den senares teorier utvecklade han till vad som idag är känt som Hult-Sernanderska täckningsskalan.  Samtidens teleologiska teorier om växters anpassning avfärdade han, och förespråkade i stället empirisk och deskriptiv metod. Han var en av dem som lanserade ekologin i Sverige.. Rutger Sernander är också känd för att vara den första att konstatera en köldperiod under järnålderns början, och att benämna denna köldperiod Fimbulvinter.
Sernander var även mycket intresserad av naturvetenskapens historia (vice ordförande i Svenska Linné-sällskapet från 1920), och skrev biografier om Carl von Linné, Olof Rudbeck d. ä., Lars Roberg, Johan Hårleman och Johan Abraham Gyllenhaal. Tack vare en större donation av Frans Kempe, kunde han bilda den växtbiologiska institutionen (sedan 1999 Avdelningen för Växtekologi) vid Uppsala universitet. I ett betänkande 1926 begärde han vidare ett statligt organ för naturskydd. Detta realiserades först 1967 då Naturvårdsverket grundades.
Även i övrigt var Sernander mycket historiskt intresserad. 1901 deltog han tillsammans med Oscar Almgren i utgrävningen av den forntida bron vid Läby runstensbro, och var den som 1902 publicerade resultaten i Upplands fornminnesförenings tidskrift. 1908–1944 var han medlem i Upplands fornminnesförening, från 1927 som vice ordförande. Från 1927 var han även ordförande i Upplandsmuseets styrelse och i medlem i Disanmanden.
Sernander grundade Göteborgs Botaniska Trädgård på initiativ av Göteborgs stad, samt stod för en genomgripande renovering av den botaniska trädgården i Västerås. Han var under sin studietid förste kurator vid Södermanlands-Nerikes nation och senare även inspektor 1923–1931. 1909–1931 var han även inspektor vid Gotlands nation.
Rutger Sernander ligger begravd på Uppsala gamla kyrkogård.